# Fotometria (astronomia)

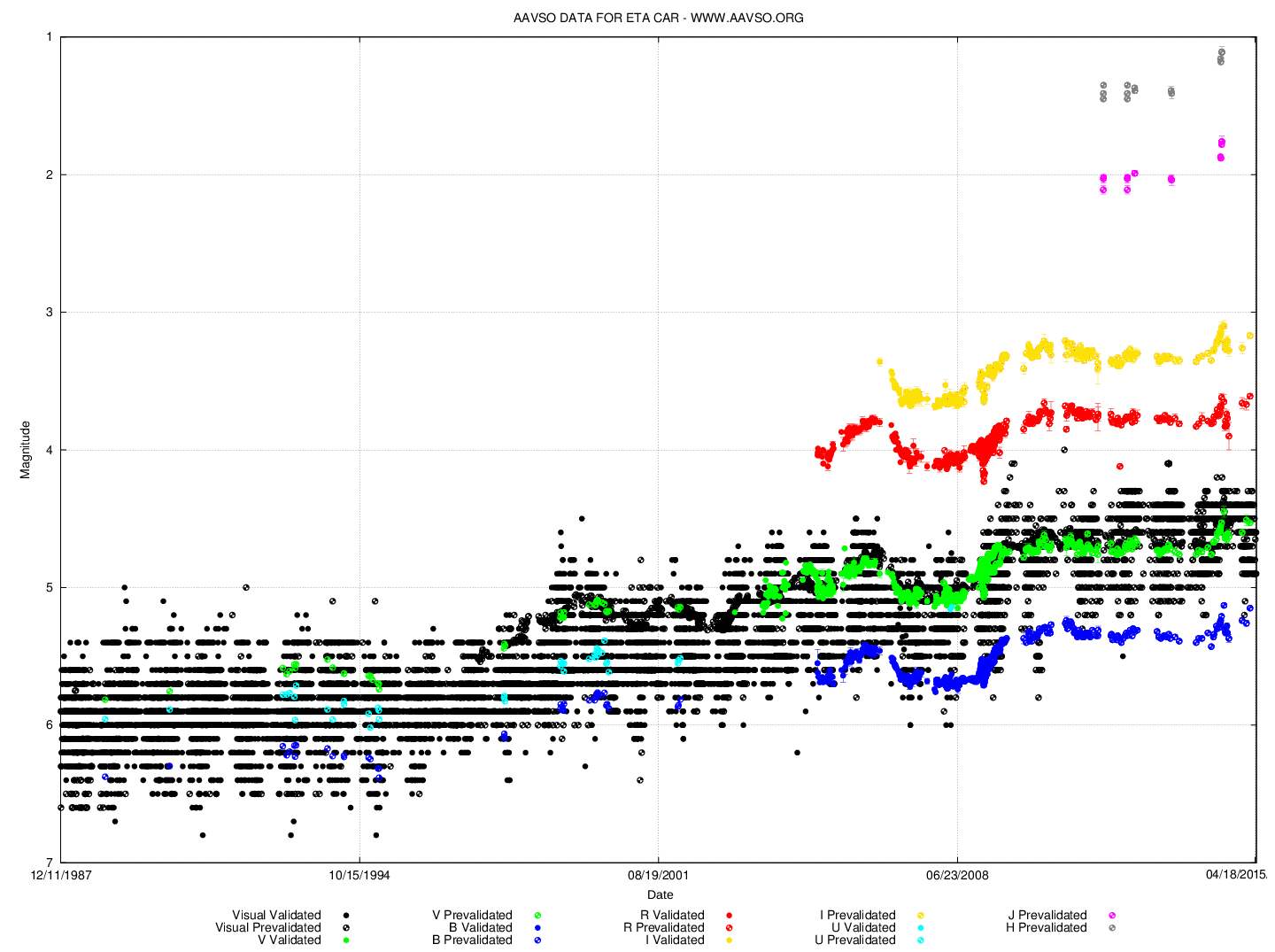
Fotometria di Eta Carinae

La fotometria è una tecnica dell'astronomia che riguarda la misurazione del flusso, o dell'intensità, della radiazione elettromagnetica di un oggetto astronomico. La fotometria si indirizza alla misurazione di ampie bande di lunghezze d'onda; quando viene misurata la distribuzione spettrale della radiazione, e non solamente la sua intensità, viene usato il termine spettrofotometria. Quando la distanza dell'oggetto misurato può essere stimata, la fotometria può fornire informazioni sul totale dell'energia emessa dall'oggetto, la sua dimensione, la temperatura e altre proprietà fisiche. Accurate misurazioni fotometriche sono difficoltose quando la magnitudine apparente dell'oggetto è fioca.

## Descrizione
In passato nella fotometria veniva esclusivamente usato il fotometro fotoelettrico, uno strumento che misura l'intensità della luce di un oggetto indirizzandola su celle fotosensibili. Oggi sono stati largamente rimpiazzati dalle camere CCD, comunque i fotometri fotoelettrici sono ancora usati in situazioni particolari, come nei casi in cui è richiesta una elevata risoluzione temporale.
La fotometria è eseguita convogliando la luce in un telescopio ottico, fatta passare attraverso speciali filtri ottici, e poi catturata su CCD. Generalmente vengono fatte almeno tre immagini fotometriche, tante quante le immagini delle stelle standard fotometriche, ognuna usando filtri differenti.
La fotometria è di solito usata per generare le curve di luce di oggetti come le stelle variabili e supernove dove l'interesse è concentrato sulla variazione dell'energia emessa nel tempo. La fotometria può essere anche usata come tecnica per scoprire pianeti extrasolari. Misurando l'intensità della luce delle stelle in un dato periodo di tempo, gli astronomi possono esaminare deviazioni del loro spettro e determinare possibili cause.